# Кум (остан)
Кум (перс. قم — Qom; азерб. Qum) — остан (провінція) на півночі Ірану. Межує з останом Меркезі на півночі та заході, з Тегераном на півночі, з Семнаном на сході та з останом Ісфахан на півдні. Утворена в 1995 році шляхом виділення провінції зі складу остану Тегеран. Населення станом на 2006 рік становить 1 070 тис. З них 91,2 % мешкає в містах. Столиця провінції — місто Кум.

## Населення
Основне населення — азербайджанці, перси, лури.

## Клімат
Клімат пустельний та напівпустельний. Опадів мало, клімат сухих. Область несприятлива для сільського господарства, особливо в районі солоних озер. В області два великі солоні озера — Хаузі Султан та Намак.

## Історія

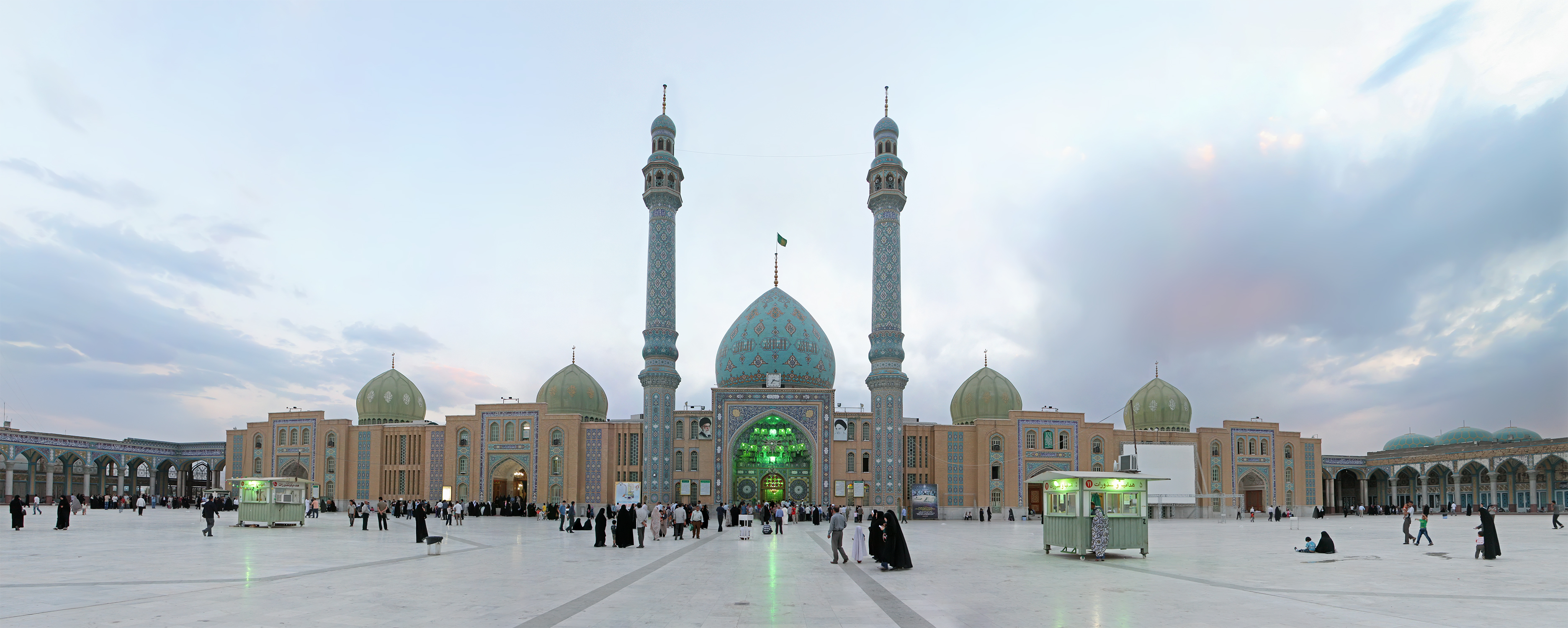
Мечеть Джамкаран — популярне місце паломництва шиїтів, Кум

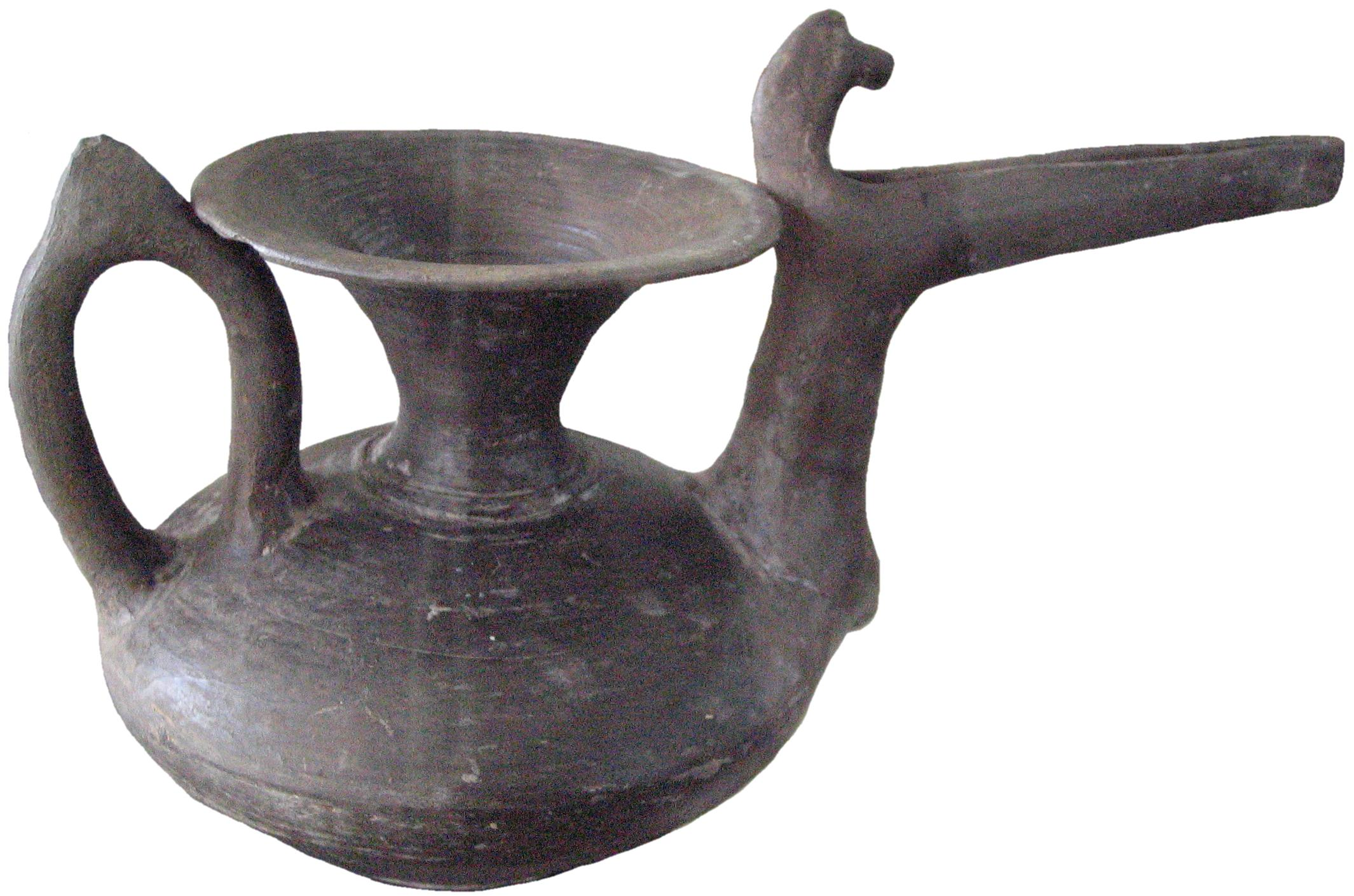
Сосуд з Кахаки, середина I тисячоліття до н. е.

Кум існував задовго до прийняття ісламу. Археологічні знахідки датуються п'ятим тисячоліттям до нашої ери. Ще в доїсламський час Кум був великим містом.
Другий халіф Омар зайняв центр Кума. У 644-645 Абу Муса Ашгарі контролював Кум, в якому раз у раз спалахували конфлікти між арабами та місцевим населенням.
Кум був місцем, де алавіди ховалися від переслідувань з боку правлячих халіфів. Халіф Аль-Мамун штурмував Кум у 825, розгромив місто з великою кількістю жертв.
У 831 жителі Кума повстали, проте повстання було жорстко придушене. Лише під час династії Буїдів представники алавідів отримали владу в регіоні і Кум став процвітати.
У 1531 році провінція стала одним з центрів шиїтського ісламу.
Під час війни з Афганістаном, Кум сильно постраждав і пережив декілька періодів занепаду.
У 1798 році місто перейшло під контроль Ага Мохаммеда хан Каджара.